# Acaenitus lividus
Acaenitus lividus är en stekelart som först beskrevs av Oswald Heer 1850.  Acaenitus lividus ingår i släktet Acaenitus och familjen brokparasitsteklar. Inga underarter finns listade i Catalogue of Life.